# Salix obscura
Salix obscura är en videväxtart som beskrevs av Nils Johan Andersson. Salix obscura ingår i släktet viden, och familjen videväxter. Inga underarter finns listade i Catalogue of Life.